# Жидели (река)
Жидели (Джидели) — правый рукав реки Или, является вершиной дельты реки Или. Длина — 123 км.

## Гидрография
В реку Жидели попадает более 80 % стока реки Или, приходящего к вершине дельты. До 1968 года эта протока была главным продолжением системы Жидели — крупнейшим водотоком дельты.
На 24-м км от истока от протоки Жидели отходит левый рукав — протока Кугалы, в которую уходит больше половины всего стока. Далее река Жидели принимает слева протоку Паршинскую, приносящую столько же воды сколько и сама река Жидели, и этот сток уже практически без изменения доносится до озера Асаубай, принимая по пути слева ещё один незначительный приток Каражак с расходом воды до 1 м³/с.

## Населённые пункты
На протоке Жидели в её нижнем течении на правом берегу расположен один населённый пункт — село Архар.